# Assemblée législative nationale (Soudan du Sud)
Pour les autres articles nationaux ou selon les autres juridictions, voir Assemblée législative.
Assemblée législative nationale de transition (2016)
Complexe des ministères
L'Assemblée législative nationale (en anglais : National Legislative Assembly ; en arabe : الجمعية التشريعية الوطنية (Al-Majlis Al-Tachirii))
est la chambre basse de la législature nationale du Soudan du Sud, sa chambre haute est le Conseil des États prévu par la constitution intérimaire de 2011 dans son article 54.
Comptant 332 membres, elle a été créée lorsque les accords de Naivasha, le 9 janvier 2005, entre la rébellion sudiste menée par l'Armée populaire de libération du Soudan (APLS) de John Garang et le gouvernement de Khartoum, octroyèrent une large autonomie aux 10 États sudistes.
Elle est remplacée en 2016 par l'Assemblée législative nationale de transition de 2016.

## Composition
L'Assemblée législative nationale de transition comprend 332 membres dont : 
- 170 membres de l'Assemblée du Soudan du Sud ;
- 162 membres de l'Assemblée nationale du Soudan.

Les membres du Conseil des ministres qui ne sont pas membres de l'Assemblée législative nationale peuvent participer aux délibérations mais n'ont pas le droit de vote. Les personnes qui souhaitent devenir membres de l'Assemblée législative nationale doivent remplir les conditions d'éligibilité fixées par la Constitution.